# James Gwyn
James Gwyn, né le 24 novembre 1828 à Derry (Irlande) et mort le 17 juillet 1906 à Yonkers (État de New York), est un officier de l'armée de l'Union pendant la guerre de Sécession. Il immigre de l'Irlande en 1846, travaillant d'abord comme magasinier à Philadelphie et plus tard en tant que commis à New York. Au début de la guerre, en 1861, il s’enrôle dans l’armée, affecté comme capitaine au 23e régiment d'infanterie de Pennsylvanie (en). Il prend plus tard le commandement du 118e régiment d'infanterie de Pennsylvanie (en). Gwyn conduit ce régiment à travers plusieurs de ses 39 combats enregistrés, y compris les engagements à Seven Pines, Fredericksburg, Shepherdstown, Five Forks et Gettysburg.
Gwyn est blessé à la bataille de la Wilderness en 1864. Après avoir récupéré, il prend le commandement de la 3e, puis de la 1re et de la 2e brigade de la 1re division du 5e corps de l'armée de l'Union. Gwyn est breveté général de brigade, puis major-général par le président Abraham Lincoln pour ses services. Ses hommes l'ont décrit comme « un officier élégant et accompli, et un leader audacieux et agressif, ».  Après la guerre, Gwyn revient à Philadelphie et reprend ses affaires. Il meurt le 17 juillet 1906. Il est honoré par des funérailles militaires et enterré dans le cimetière de Woodlands à Philadelphie.

## Jeunesse
James Gwyn est né à Derry en Irlande le 24 novembre 1828. Il est l'un des dix enfants d'Alexandre Gwyn et de Catherine Garvin, une famille protestante. Son frère, Hugh Garvin Gwyn, sert plus tard dans l'armée des États confédérés comme major avec le 23e régiment d'infanterie du Tennessee (en), ainsi que comme adjudant au général John Hunt Morgan. James Gwyn grandit dans une petite ville rurale jusqu'à ce qu'il s'inscrive au Foyle College (en) afin d'étudier la chirurgie,. Comme beaucoup d'Irlandais dans les années 1840, Gwyn quitte l'Irlande pour les États-Unis pendant la Grande Famine,. Il quitte sa terre natale à bord du John R. Skiddy, un paquebot de Liverpool et arrive à New York le 4 novembre 1846, 22 jours avant son 18e anniversaire, bien que ses papiers d'immigration lui attribuent l'âge de 20 ans.
En arrivant aux États-Unis, Gwyn, comme d'autres immigrants de Derry, veut s'installer à Philadelphie,,. Mais, le 30 août 1850, Gwyn s'installe un temps dans le quartier North Mulberry Ward à New York où il achète une maison. Il épouse en février Margaretta E. Young, native de Pennsylvanie. Bien qu'il ait travaillé comme commis tout au long des années 1850, il a plus tard créé une entreprise de produits séchés avec George H. Stewart, appelé «Gwyn & Stewart Dry Goods». Gwyn achète une parcelle de 13 m2 dans le cimetière Woodlands à Philadelphie le 12 octobre 1853, mais il n'est pas précisé à partir de quelle date il s'installe dans la ville. Les archives montrent que le 28 avril 1857 James Gwyn et Margaretta voyagent depuis Philadelphie jusqu'à Belfast et s'installent à l'hôtel impérial jusqu'au 2 juillet au moins. La femme de Gwyn donne naissance à son premier enfant, Elizabeth Gailey Gwyn, le 7 décembre 1858, et leur deuxième fille, Matilda Geddes, le 2 janvier 1861.

## Carrière militaire

### Engagement pour l'Union
Gwyn s'enrôle dans la compagnie G du 23e régiment d'infanterie de Pennsylvanie (en) le 21 avril 1861, une semaine après le début de la guerre de Sécession,. Il sert dans cette compagnie sans interruption jusqu'au 31 juillet 1861, quand il est transféré à la compagnie F et prend ses fonctions avec la nouvelle compagnie le 2 août 1861. Gwyn sert au sein du 23e régiment des volontaires de Pennsylvanie pendant plus d'un an quand il participe à la bataille de Seven Pines le 31 mai 1862. Gwyn mène le 23e régiment en aidant d'autres compagnies de l'Union à rassembler des fugitifs échappés. Gwyn démissionne du 23e le 22 juillet 1862 et accepte une promotion au grade de lieutenant-colonel dans un nouveau régiment.

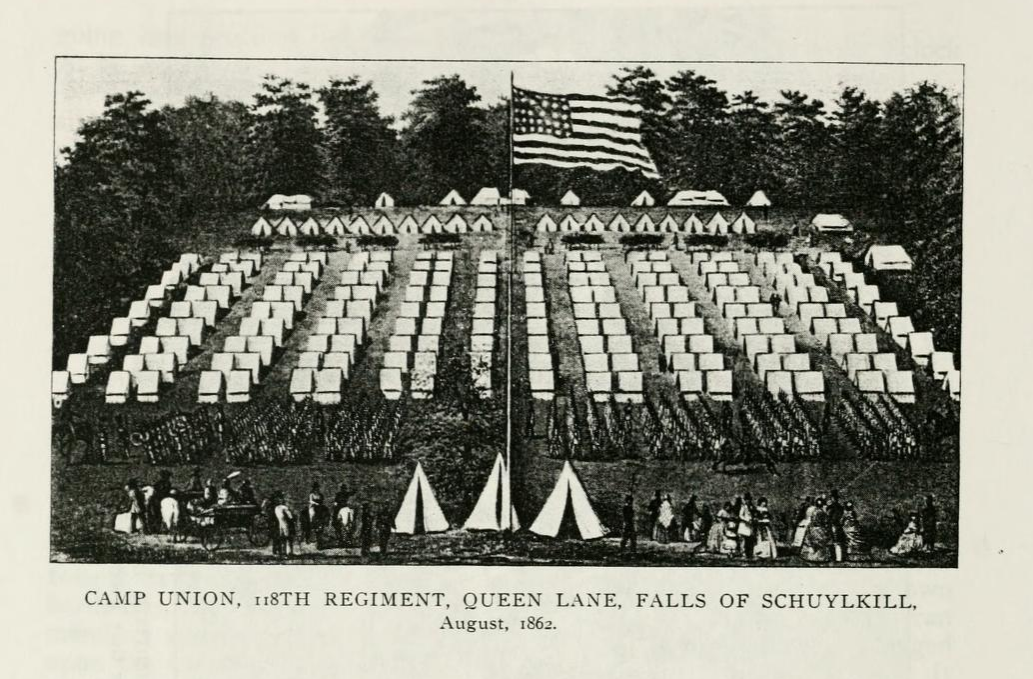
Le régiment à en août 1862.

Gywn rejoint le 118e régiment d'infanterie de Pennsylvanie (en) le 25 juillet 1862. Le 118e, qui est commissionner par le département de la Guerre des États-Unis pour trois années de service, recrute dans la région de Philadelphie du 15 au 30 août 1862. Gwyn est officiellement affecté le 16 août 1862. C'est à cette époque que le 118e obtient le surnom de « Corn Regiment », parce que les fonds pour lever le régiment ont été fournis par la Philadelphia Corn Exchange. Ayant réuni 1 296 volontaires en deux semaines, le « Corn Regiment » rejoint Washington afin d'être affecté à l'armée de l'Union le 1er septembre 1862. Le régiment sous le commandement du colonel Charles Prevost est intégré à la 1re brigade du colonel James Barnes, elle-même intégrée à la 1re division du 5e corps d'armée. Le 118e régiment d'infanterie marche avec le reste du 5e corps d'armée vers le Maryland. En arrivant sur place, le 118e et le 5e corps d'armée participent à la bataille d'Antietam le 17 septembre 1862. Alors que cette bataille est par la suite qualifiée de « jour le plus sanglant de l'histoire américaine » avec plus de 22 000 victimes, le 118e n'est pas directement impliqué dans les combats et s'occupe de la logistique de l'artillerie.
James Gwyn retrouve le champ de bataille avec le régiment trois jours plus tard en prenant part à la bataille de Shepherdstown. Le régiment subit de lourdes pertes pendant la bataille avec 71 morts, 75 blessés et 67 prisonniers,. Les confédérés subissent également de lourdes pertes avec environ 262 victimes dans la bataille. Le commandant du régiment, le colonel Prevost, est blessé par balle à l'épaule le dernier jour de la bataille et démissionne du service actif,. Gwyn, en tant que commandant en second, reprend le régiment en tant que commandant par intérim. Le courage et la fraîcheur de Gwyn durant cette bataille sont salués par le colonel Barnes, le commandant de la brigade, dans une lettre écrite cinq jours après la fin de la bataille. Le 28 septembre 1862, Gwyn envoie une lettre au colonel Barnes déclarant que le 118e régiment n'a pas fourni au Philadelphia Inquirer les informations utilisées par le journal pour publier une carte et un rapport de l'incident. Deux jours plus tard, Gwyn publie un rapport sur la bataille de Shepherdstown, notant les efforts qu'il a faits pour rassembler les troupes et lutter contre les troupes confédérées, bien que ses efforts aient été vains car le colonel Barnes a ordonné au régiment de se replier.
Le 118e régiment retourne au front le 11 décembre 1862 à la bataille de Fredericksburg. La 1re brigade de Barnes aligne le régiment de Gwyn, le 22e du Massachusetts, les 13e et 25e de New York, le 1er du Michigan, et le 2e régiment du Maine. Dans un incident enregistré au cours de la bataille, une maison est découverte avec des caisses de tabac cachées sur lesquelles, les soldats font une descente. Gwyn critique vivement les hommes pour avoir rompu le rang, mais souri intérieurement devant leur enthousiasme.
Après la malheureuse Mud March de janvier 1863, le régiment prend ses quartiers d'hiver jusqu'en juin. Le 5e corps d'armée reprend ses activités le 10 juin 1863, entame sa marche vers le nord, et rejoint la Pennsylvanie, où, le 2 juillet 1863, il participe à la bataille de Gettysburg. Gwyn, toujours commandant par intérim du régiment, reçoit l'ordre de placer le 118e régiment sur Cemetery Hill et de tenir la position. Dans l'après-midi, on ordonne au régiment d'assister le général de division Daniel Sickles sur le flanc gauche. Le 3 juillet, le deuxième jour de la bataille, Gwyn mène le 118e à Little Round Top et tient la position pendant deux jours jusqu'à la victoire coûteuse de l'Union. Après Gettysburg, le 118e régiment manœuvre à travers l'État et occupe diverses positions. Le 6 août, le régiment stationne à Warrenton en Virginie et accueille 109 nouvelles recrues, puis 185 recrus supplémentaires le 5 septembre. Le 30 septembre 1863, Prévost se retire officiellement et Gwyn est promu colonel et commandant du 118e régiment.

### Commandant du118erégiment

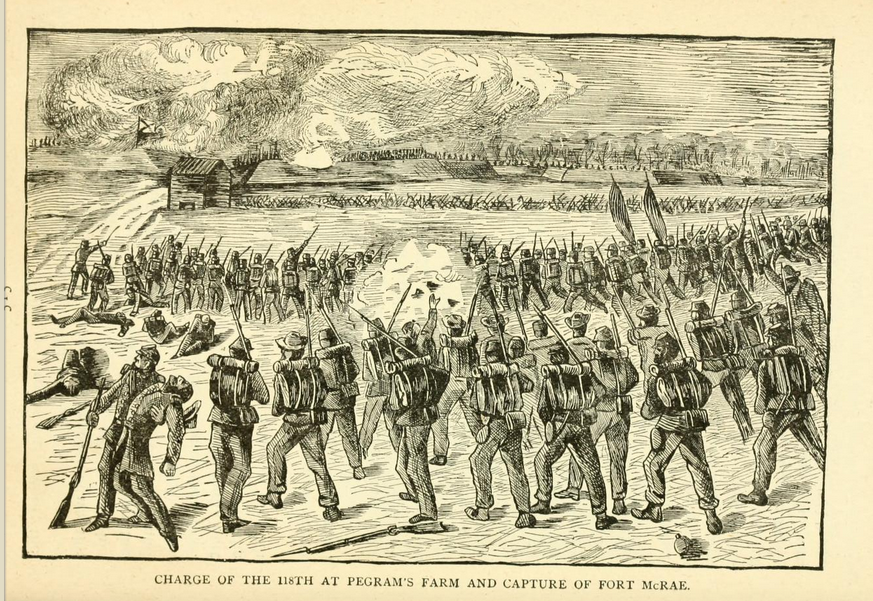
Illustration du régiment dans la charge pour fort McRae et la capture de la ferme de Pegram.

Au cours de l'automne 1863 et pendant l'hiver, le régiment se livre à des combats sans conséquences. Sans confrontation notable, James Gwyn sert sans conviction en tant que commandant du 118e régiment pendant les cinq mois suivants jusqu'à la bataille de la Wilderness en mai 1864. Le premier jour de bataille, le 5 mai, Gwyn est touché à la cuisse et mis au repos pendant au moins un mois. Gwyn reçoit sa promotion au grade de colonel à Beverly Ford pour ses actions à Wilderness. En raison de sa blessure, il n'est pas en mesure de diriger le 118e régiment dans les semaines qui suivent et notamment lors des batailles de Spotsylvania Court House, de North Anna, de Totopotomoy Creek et de Cold Harbor.
James Gwyn reprend le service actif et mène le 118e régiment d'infanterie lors du siège de Petersburg et de la campagne de Richmond qui s'étend du 9 juin 1864 au 25 mars 1865. La date exacte et les ordres qui affectent Gwyn en tant que commandant de la 3e brigade sont inconnues, bien que des documents ultérieurs montrent que Gwyn fait rapport au quartier général en tant que commandant de brigade. Le 18 août 1864, Gwyn conduit la 3e brigade au Weldon Railroad (en), où il retrouve la 1re et la 2e brigade. La 1re brigade reçoit l'ordre de se rendre à New York et, par l'ordonnance spéciale no 32, Gwyn reçoit l'ordre de prendre également le commandement de la 2e brigade en l'absence du colonel A. Grimshaw. Le lendemain, les troupes combinées de l'Union avancent le long du chemin de fer jusqu'à ce qu'elles rejoignent la 2e division, dirigée par le général Romeyn Beck Ayres. La 3e brigade reste stationnée là pendant les huit jours suivants sans incident.
En cette fin du mois de septembre 1864, les régiments sont très sollicités par Grant qui veut harceler l'ennemi assiégé sans répit. Le 118e régiment qui prend largement sa part dans cette tactique et subit de lourdes pertes. En particulier, le matin du 30 septembre 1864 à la bataille de la ferme Pegram, et plus tard à la bataille de Peebles's Farm, pour capturer fort McRae, le 118e avec le 16e régiment du Michigan se retrouvent sur la ligne directe de quatre canons d'artillerie qui font feu depuis une église avec un coût très élevé pour les hommes,. Dans l'après midi, à un carrefour près de Fort McRae, la jambe de Gwyn est gravement blessée quand son cheval tombe sur lui,. Le capitaine Wilson, commandant en second du 118e, prend le commandement et poursuit l'offensive menée par le général Ayres qui se conclut par une victoire de l'Union à la fin de la soirée,.

### Général de brigade

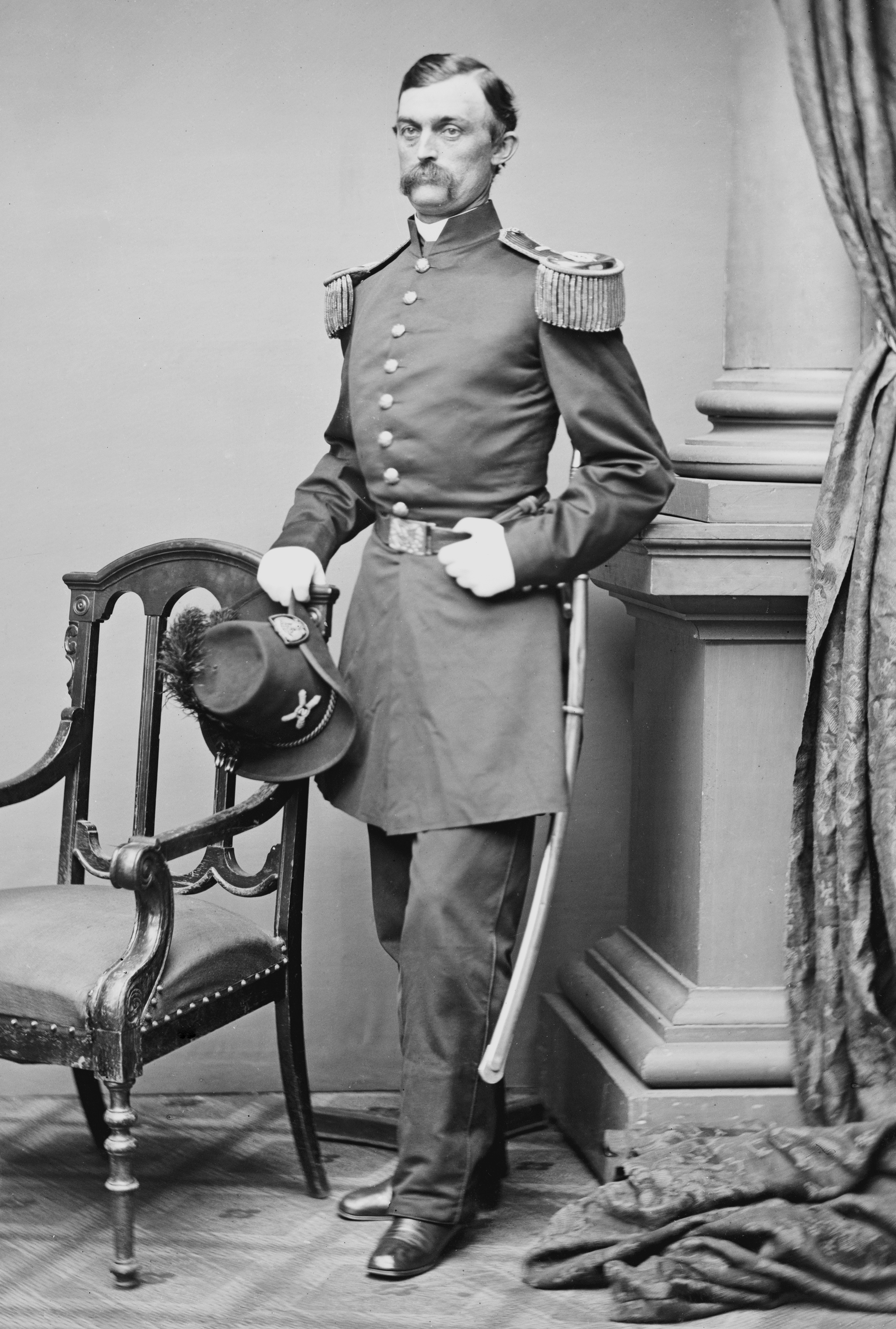
Le général Charles Griffin (alors capitaine), qui recommande la promotion au grade de général de brigade de James Gwyn.

Le commandant de la 1re division, 5e corps, le général Charles Griffin, qualifie le service de Gwyn lors du siège de Pétersbourg comme un exemple de courage, de bravoure et de vaillance. Griffin informe le département de la guerre que Gwyn doit recevoir le grade de général de brigade et, si cela n'était pas possible, il doit être breveté à ce rang. Le gouvernement fédéral approuve l'idée et le 14 octobre 1864, émet l'ordre spécial 347 signé par le président Abraham Lincoln qui attribue la qualité de général de brigade breveté des volontaires,,,. Gwyn est officiellement nommé par le président Lincoln le 12 décembre 1864 et sa nomination est confirmée par le Sénat des États-Unis le 14 février 1865. La 1re division reçoit la promotion de Gwyn le 14 octobre et lui transmet le 17. Dans une lettre, Griffin écrit que « la promotion de Gwyn est une preuve que le courage de notre petit commandement est appréciée ».
Gwyn poursuit les opérations militaires autour de la James River près de City Point, Virginia (en), en Virginie, mais malade, il doit retourner à Philadelphie le 31 octobre 1864. On lui diagnostique une fièvre de paludisme et lui prescrit une pause de sept jours pour se reposer et se rétablir. Son congé est approuvé le 4 novembre et il est autorisé à récupérer pendant une semaine, reprenant son service le 7 novembre 1864. À son retour, Gwyn, par l'ordre spécial no 301 est affecté par le major-général Fred T. Locke à la 1re brigade de la 1re division sous les ordres du brigadier-général Charles Griffin . Le 19 novembre 1864, il est transféré de la 1re division à la 2e division, qui est sous le commandement du général Romeyn Beck Ayres.
Ayres ordonne à Gwyn de prendre le commandement de la 3e brigade le 21 novembre. Deux jours plus tard, Gwyn est averti de l'absence pendant trois jours du général Ayres et qu'il doit assumer la fonction de commandant par intérim de la 2e division. Le 14 décembre, le général Ayres envoie un rapport au 5e corps d'armée louant l'efficacité et la rapidité du commandement de Gwyn lors de la bataille de Globe Tavern, quelques semaines auparavant. Gwyn conduit la 3e brigade sans problème jusqu'au 21 décembre, quand il est informé d'une nouvelle absence du général Ayres pour vingt jours, et de son affectation à la tête de la 2e division jusqu'au retour d'Ayres.
À partir du 5 février 1865, James Gwyn mène la 3e brigade dans la bataille de Hatcher's Run. Le 6 février, les confédérés engagent l'armée de l'Union à 13 h 30, la 3e brigade est dépassée et doit reculer. L'adjudant adjoint, le major-général Locke, ordonne à Gwyn de réformer la troisième brigade et de récupérer les traînards de divers régiments du Maryland. Les combats se poursuivent jusqu'au lendemain et le 8 février, les forces de l'Union ont regagné la plupart du terrain concédé aux confédérés. Le 14 février, le major-général Ayres souligne le leadership de Gwyn durant la bataille de Hatcher's Run en déclarant que Gwyn l'avait « appuyé avec zèle et énergie ». Trois jours plus tard, Gwyn écrit un courrier avec les noms de soldats qu'il estime méritants pour leur service exceptionnel lors de la Bataille de Hatcher's Run.

### Fin de la guerre civile

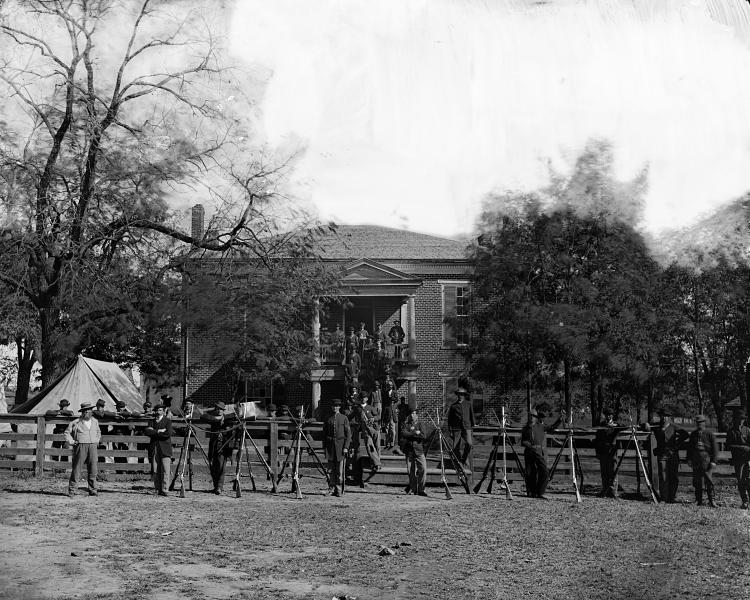
Des soldats de l'Union devant l'Appomattox Court House en avril 1865.

La 3e brigade poursuit ses opérations pendant plus d'un mois avec une série d'escarmouches autour de Hatcher's Run, de Halifax road et de Rowanty Creek dans le cadre de la campagne de Richmond,. Les opérations principales reprennent le 31 mars 1865 et Gwyn mène la 3e brigade à la bataille de White Oak Road (en) et à la bataille de Five Forks le 1er avril 1865,,. Lors de cette dernière, Gwyn mène une charge de d'infanterie qui conduit à la capture de deux positions stratégiques et d'un grand nombre de prisonniers. Gwyn est par la suite nommé au grade de major-général breveté pour ses efforts lors de cette bataille. Le 13 janvier 1869, le président Andrew Johnson officialise la grade de Gwyn au rang de major-général breveté des volontaires, à compter, rétroactivement du 1er avril 1865, et le Sénat des États-Unis confirme la nomination le 16 février 1869.
Le 9 avril 1865, Gwyn et le 118e poussent fort en avant, pressant la retraite des troupes confédérées à la bataille d'Appomattox Court House, une des dernières batailles importantes de la guerre civile. À Appomattox Court House, le 9 avril 1865, Robert E. Lee se rend à Ulysses S. Grant, mettant ainsi fin à la guerre civile. Le 118e est présent pour assister à la reddition et escorte le soldat confédéré qui porte le drapeau de la trêve,. Après la fin des hostilités, Gwyn dépose le 14 avril 1865 un rapport concernant l'escarmouche à White Oak Road. Quelques semaines plus tard, le 27 avril 1865, le major-général breveté Ayres préconise que Gwyn reçoive une promotion en raison de son « zèle et de sa bonne conduite » du 29 mars au 9 avril de cette année.
Le général de brigade breveté James Gwyn conduit la 3e brigade à Washington pour la grande revue, qui a eu lieu le 23 mai 1865. Ils arrivent à Washington le 21 mai pour assister à l'appel avec le reste du 5e corps d'armée de l'armée du Potomac. Le 5 juin 1865, le 118e régiment est officiellement désactivé par le Département de la Guerre des États-Unis,. Le 9 juin, un grand banquet est organisé au Sansom Street Hall en l'honneur des membres du 118e régiment revenues à Philadelphie par la Corn Exchange, la même banque qui avait offert les fonds pour financer les premières recrues en 1862,. Le président Andrew Johnson offre un poste de lieutenant dans l'armée régulière à Gwyn, mais ce dernier choisi de revenir à la vie civile.

## L'après guerre
Après la fin de la guerre civile, Gwyn reprend la vie qu'il avait laissée en 1861. Il retourne chez lui et retrouve sa femme Margaret et ses filles Elizabeth et Matilda, qu'il n'a pas revue depuis cinq ans. Il demande sa pension militaire le 6 octobre 1866 et bien qu'ayant servi jusqu'au grade de major-général, mais breveté, il ne peut se prévaloir que du rang de colonel pour celle-ci, le dernier grade qu'il a occupé avant d'être breveté général de brigade le 14 octobre 1864.
Sa femme donne naissance à une troisième fille, Margaret, le 7 décembre 1869. Gwyn et sa famille déménage par la suite de Philadelphie à Brooklyn à New York. Gwyn reprend des affaires avec George H. Stewart et la société Stuart Brothers, avant de retrouver plus tard, un poste de commis à New York. Sa fille Margaret épouse Frank L. Rehn et emménage avec ce dernier à Yonkers à côté de New York. La seconde fille de Gwyn, Matilda se marie en 1891 à un courtier en bourse, Andrew S. Brownell.
Gwyn meurt dans la soirée du 17 juillet 1906 alors qu'il rend visite à sa fille, Mme Frank L. Rehn (Margaret) à Yonkers,. La nouvelle de sa mort est rapportée dans le New York Times et le Washington Post et jusqu'à Salt Lake City par le Deseret News. Sa dépouille est transférée à Philadelphie et enterrée à la suite d'une cérémonie militaire le 19 juillet 1906 dans la parcelle E, lot 33 du cimetière de Woodlands achetée près de cinquante ans plus tôt,.